# Oberonia batuensis
Oberonia batuensis är en orkidéart som beskrevs av Johannes Jacobus Smith. Oberonia batuensis ingår i släktet Oberonia och familjen orkidéer. Inga underarter finns listade i Catalogue of Life.